# Yasukawa Daigorō
Yasukawa Daigorō (japanisch 安川 第五郎; geboren 2. Juni 1886 in Ashiya (Präfektur Fukuoka); gestorben 25. Juni 1976) war ein japanischer Unternehmer im Elektrobereich.

## Leben und Wirken
Yasukawa Daigorō wurde als fünfter Sohn von Yasukawa Keiichirō (安川 敬一郎; 1849–1934), einem bekannten Entwickler von Kohlebergwerken, geboren. Schon als Junge interessierte er sich für Elektrotechnik und trat in die Fakultät für Elektrotechnik an der Kaiserliche Universität Tokio ein. Nach seinem Abschluss absolvierte er eine praktische Ausbildung bei Hitachi Ltd. und Westinghouse. 1915 gründete er mit seinem Bruder und mit Unterstützung seines Vaters die Aktiengesellschaft „Yasukawa Electric Works“ (安川電機製作所) – „Yaskawa Denki“, die er dann leitete. Das Geschäft verlief weiterhin schleppend, verbesserte sich jedoch allmählich unter der starken Schirmherrschaft der Familie Yasukawa, und 1936 wurde er zum Präsidenten ernannt.
Nach dem Zweiten Weltkrieg wirkte Yasukawa als Generaldirektor der staatlichen „Coal Agency“ (石炭庁, Sekitan-chō), wurde dann aber aus öffentlichen Ämtern ausgeschlossen. Er war Vorsitzender der „Kyūshū Electric Power Company“ (九州電力, Kyūshū denryoku), Präsident der „Japan Atomic Power Company“ (日本原子力発電社, Nihon genshiryoku kaiden-sha) und Vorsitzender des „Japan Atomic Energy Research Institute“ (日本原子力研究所, Nihon genshiryoku kenkyūsho), jetzt Japan Atomic Energy Agency (日本原子力研究開発機構, Nihon Genshiryoku Kenkyū Kaihatsu Kikō). Als Vorsitzender des Organisationskomitees der Olympischen Sommerspiele 1964 in Tokio und oberster Berater des Organisationskomitees der Olympischen Winterspiele 1972 in Sapporo war er auch in der Welt des Sports tätig.
Yasukawa war Autor vieler Bücher, darunter
- „Waga kaisōroku“ (わが回想錄) – „Meine Erinnerungen“,
- „Seika wa kiete“ (聖火は消えて) – „Das Olympische Feur ist erloschen“,
- „Warera subete shōsha : Tōkyō Orinpikku shashinshū“ (われらすべて勝者 : 東京オリンピック写真集) – „Wir sind alle Gewinner: Fotoband der Olympischen Spiele in Tokio“,
- „Jikyoku zuikan“ (時局随感) – „Es kommt auf die Situation an“,
- „Kaisō rokujūnen“ (回顧六十年) – „Rückblick auf 60 Jahre“.